# Föllinge
Föllinge is een plaats in de gemeente Krokom in het landschap Jämtland en de provincie Jämtlands län in Zweden. De plaats heeft 509 inwoners (2005) en een oppervlakte van 151 hectare. De plaats ligt aan het meer Föllingesjön.

## Verkeer en vervoer
Bij de plaats lopen de Länsväg 339 en Länsväg 344.

## Geboren
- Carl-Erik Asplund (1923-2024), schaatser